# Амоксицилин
Амоксицилин је бета-лактамски антибиотик средње-широког спектра дејства који се користи у лечењу инфекција изазваних подложним микроорганизмима. Спада у пеницилине (проширеног спектра), и у тој групи је најчешћи избор када је реч о оралној примени, јер је стабилан у киселој средини, добро апсорбује у поређењу са другим сличним антибиотицима, и генерално добро подноси. Осетљив је на дејство бета-лактамаза па се у препаратима често комбинује са инхибитором истих, најчешће клавуланском киселином.

## Механизам дејства
Амоксицилин, као и сви пеницилини, инхибира синтезу ћелијског зида бактерија. Везује се за ензиме транспептидазе, уз отварање лактамског прстена, и тиме спречава формирање постојаних пептидних веза између ланаца пептидогликана. Ово смањује интегритет и модификује пермеабилност ћелијског зида, па се сматра да амоксицилин делује бактерицидно.

## Хемија
Амоксицилин је дериват бензилпеницилина, односно α-аминобензилпеницилин. Увођењем амино групе у бочну резидуу, повећава се поларност молекуле па и у извесној мери проширује спектар дејства на Грам-негативне бактерије. Амино група условљава и релативну стабиност у киселој средини; увођењем додатног базног центра у молекулу конкурентно се штити бета-лактам од отварања у киселој средини. Подложан је деградацији у присуству нуклеофила и бета-лактамаза. Амоксицилин је структурно сличан ампицилину, са једином разликом у виду фенолне групе. Орално примењен, амоксицилин се значајно боље апсорбује од ампицилина, мада разлози за ово нису познати.

### Доступни облици
Амоксицилин је примарно прилагођен оралној примени, и доступан је у виду таблета, капсула и сирупа најчешће у облику амоксицилин-трихидрата (Amoksicilin®, Sinacilin®...). 95% унете количине се апсорбује из дигестивног тракта и око 30% метаболише у јетри. Метаболити и лек у неизмењеном облику излучују се готово искључиво путем урина. Осим оралне, натријумова со амоксицилина примењује се и интравенски. Терапијске дозе код одраслих варирају између 750 и 1500 mg дневно.
Доступан је пролек амоксицилина — пивампицилин (пивалоилоксиметилестар амоскицилина) — који има бољу биорасположивост код per os примене.

## Примена
Употреба амоксицилина индикована је код инфекција горњих респираторних органа и уха изазваних подложним врстама пнеумокока, стафилокока и хемофилуса, затим, код инфекција уринарног тракта, стрептококних инфекција доњег респираторног тракта и гонореје. Ефикасан је примарно код грам-позитивних бактерија.
Препарат са додатком клавуланске киселине (Amoksiklav®, Panklav®...) може се примењивати код сојева који луче бета-лактамазу, али је неопходно претходно урадити антибиограм.

## Нежељена дејства
Осим реакција преосетљивости које се могу јавити код примене пеницилина у ком случају је употреба контраиндикована, амоксицилин се добро подноси. Могу се јавити лакше алергијске реакције у виду промена на кожи. Појава осипа углавном захтева прекид терапије. Други нежељени ефекти су ограничени на лакше стомачне тегобе. Код примене препарата са клавуланском киселином могу се јавити и други нежељени ефекти, углавном холестатична жутица или хепатитис самоограничавајућег карактера.